# Nicolas Zaïre
Nicolas Zaïre est un footballeur français, international martiniquais, né le 7 décembre 1986. Il évolue au poste de défenseur avec le RC Rivière-Pilote en DH Martinique et avec la sélection de la Martinique.

## Biographie

### Carrière en club
Après dix années passées à Rivière-Pilote, Zaïre rejoint son grand rival, le Club franciscain pour la saison 2014-2015.

### Carrière internationale
Nicolas Zaïre est sélectionné pour la première fois en équipe de Martinique en 2010 à l'occasion d'un match amical contre Haïti le 24 mars. Il n'est finalement pas retenu pour disputer la Coupe de l'Outre-Mer 2010 ni la Coupe caribéenne des nations 2010.

## Palmarès
- Champion de la Martinique en 2008, 2010 et 2012
- Vainqueur de la Coupe de la Martinique en 2011 et 2013
- Vainqueur du Trophée des clubs champions des Antilles-Guyane en 2010 et 2012
- Vainqueur de la Ligue Antilles en 2006 et 2013